# Palais de l'Art des Juges et Notaires
Le palais de l'Art des Juges et Notaires (Palazzo dell'Arte dei Giudici e Notai en italien), situé via del Proconsolo (it) 16 rosso à Florence, est le musée de la corporation dont il porte le nom.

## Historique
Érigé dans la première moitié du Trecento à côté d'une tour du XIe siècle intégrée à la construction, l'entrée du palais, désormais murée, était à l'origine située via dei Pandolfini.

## Les fresques

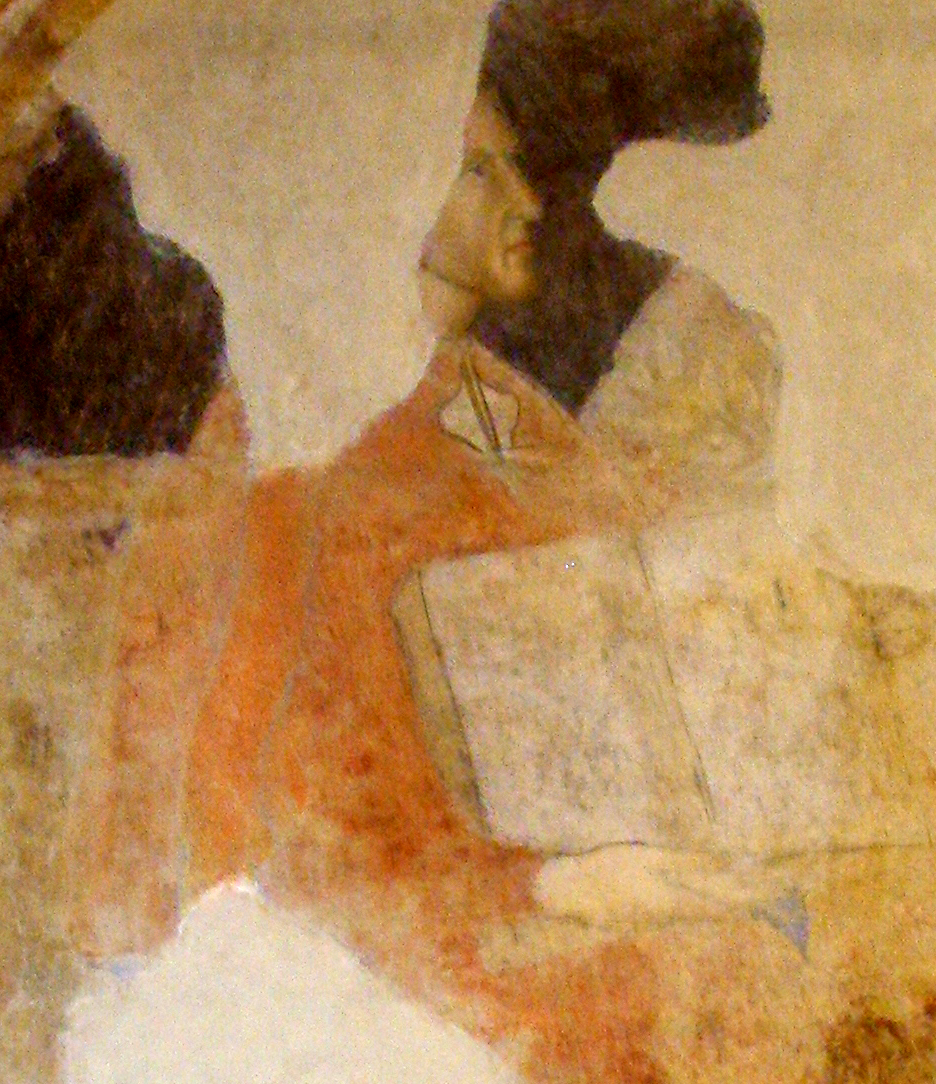
Le premier portrait documenté de Dante.

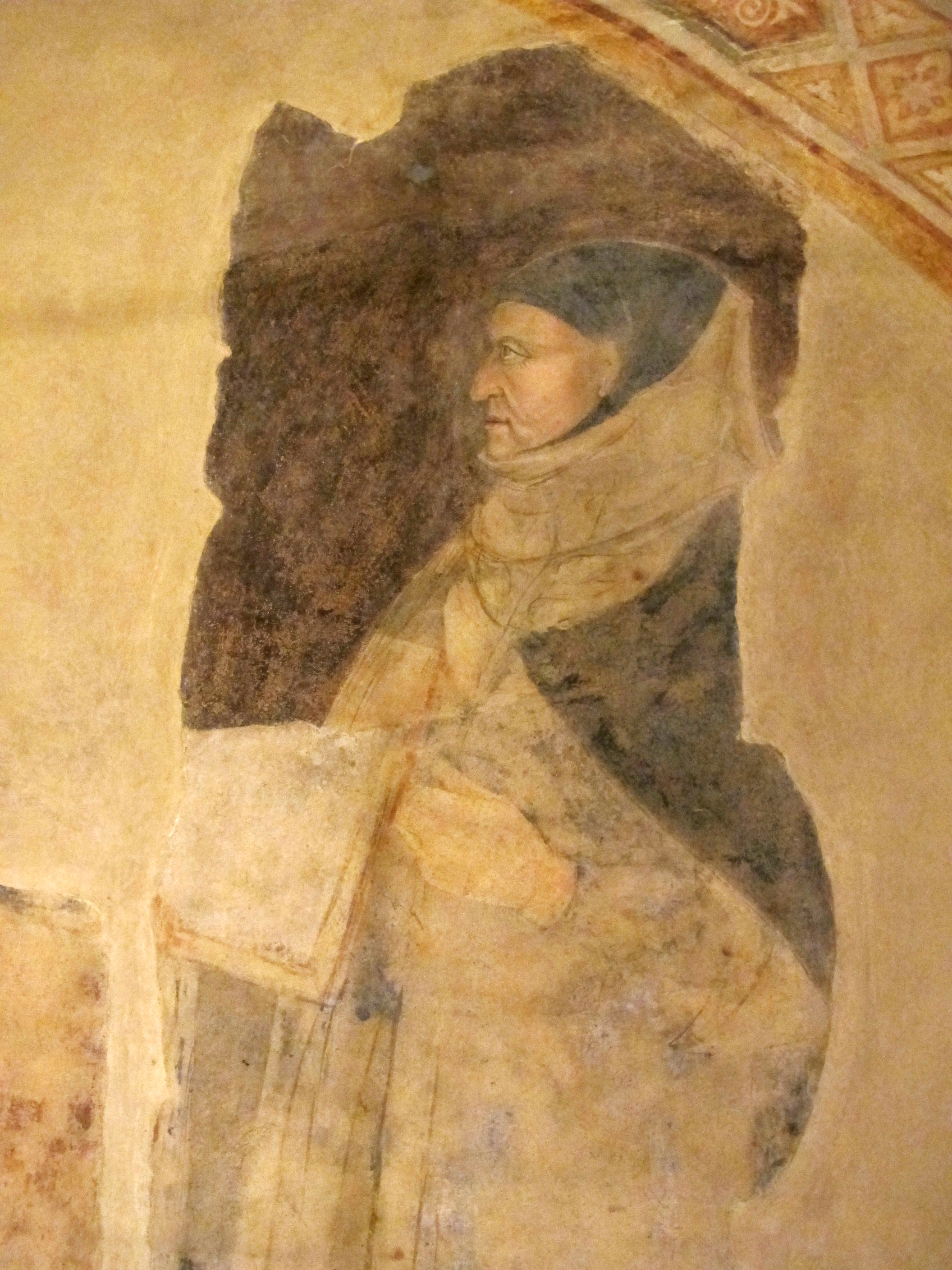
Le plus ancien portrait de Boccace.

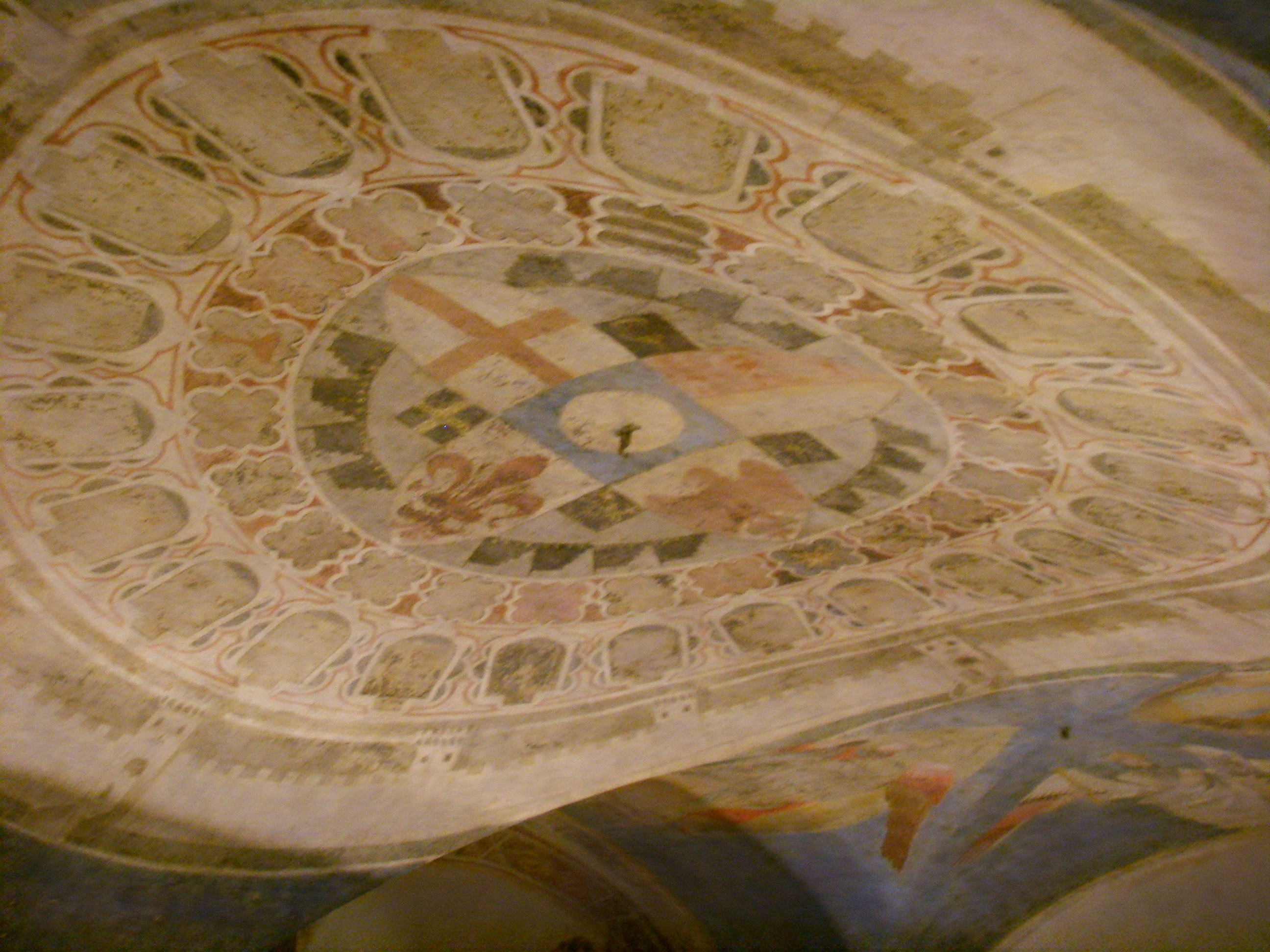
Décor du plafond présentant les symboles de la ville de Florence.

Un précieux cycle de fresques récemment restauré est conservé dans le bâtiment. Bien que fortement dégradé, il offre des témoignages de la Florence médiévale hautement significatifs comme le cycle sur les poètes florentins qui présente les plus anciens portraits documentés de Dante et de Boccace. La représentation du Dante a suscité un grand intérêt parce qu'elle démontre, comme le portrait de la chapelle du Bargello de quelques années postérieur, que les traits du poète sont bien éloignés de l'iconographie traditionnelle imposée à partir de la Renaissance le présentant avec un nez exagérément aigu et fronçant les sourcils. Dante devait avoir un long nez mais pas le nez aquilin que nous sommes habitués à imaginer d'après la célèbre série de gravures réalisées par Gustave Doré pour illustrer la Divine Comédie.
La célébration des écrivains florentins faisait partie du programme défini par Coluccio Salutati, célèbre humaniste et chancelier entre 1375 et 1406, qui, voulant témoigner de la primauté culturelle de la ville et de sa qualité de « nouvelle Rome », avait commandé pour le Palazzo Vecchio un cycle de portraits de poètes, de condottieri et de héros florentins. Le cycle du Palazzo Vecchio perdu, sa version en réduction présentée dans ce bâtiment nous offre une importante illustration de cette culture.
En ce qui concerne l'auteur et la datation, la documentation du palais rapporte que Jacopo di Cione, frère d'Andrea Orcagna, fut chargé, en 1366, de peindre à fresque les voûtes et les murs de la grande salle de la corporation. Dans la lunette des poètes, outre Dante et Boccace, on aperçoit les jambes (les bustes et les visages sont perdus) de deux autres personnages identifiés comme Pétrarque et Zanobi da Strada. Boccacce, le plus jeune du groupe, mourut en 1375, d'où les doutes émis quant à la réelle datation de l'œuvre.
Par la suite, en 1406, Ambrogio di Baldese fut chargé d'ajouter au groupe des quatre poètes, Claudien, un poète latin considéré comme florentin et Coluccio Salutati lui-même qui venait de disparaître. En 1444 le jeune Andrea del Castagno fut appelé à représenter Leonardo Bruni dans la première salle et Piero Pollaiuolo aurait peint ensuite Poggio Bracciolini et Giannozzo Manetti, œuvres désormais perdues.
Au centre de la voûte, se trouve, bien conservée, une représentation héraldique de Florence : un cercle de fortifications, celles d'Arnolfo di Cambio, délimite un champ de blasons disposés en rayons : à partir de celui de la Commune, au centre, sont répartis ceux du lys de Florence, de l'aigle du parti guelfe et de la croix, puis des quartiers jusqu'à ceux des vingt-deux Arts de Florence. La forme du cercle est une référence à la perfection et à l'harmonie d'une « nouvelle Jérusalem. »
Dans les voiles entre les arcs se trouvent des représentations de la Justice, de la Force, de la Prudence, de la Tempérance et une silhouette barbue non identifiée. Dans les trois autres lunettes, encore plus détériorées, on reconnaît un saint entouré de cinq personnages, dont la personnification de la Dialectique et de la Rhétorique, les autres ne donnant aucun indice permettant une interprétation. Les fresques ont été détériorées par négligence au cours du siècle dernier lorsque les locaux étaient occupés par un magasin de tissus dont les étalages reposaient directement sur les murs, les rouleaux d'étoffes frottant sur la surface peinte.

## Les vestiges archéologiques

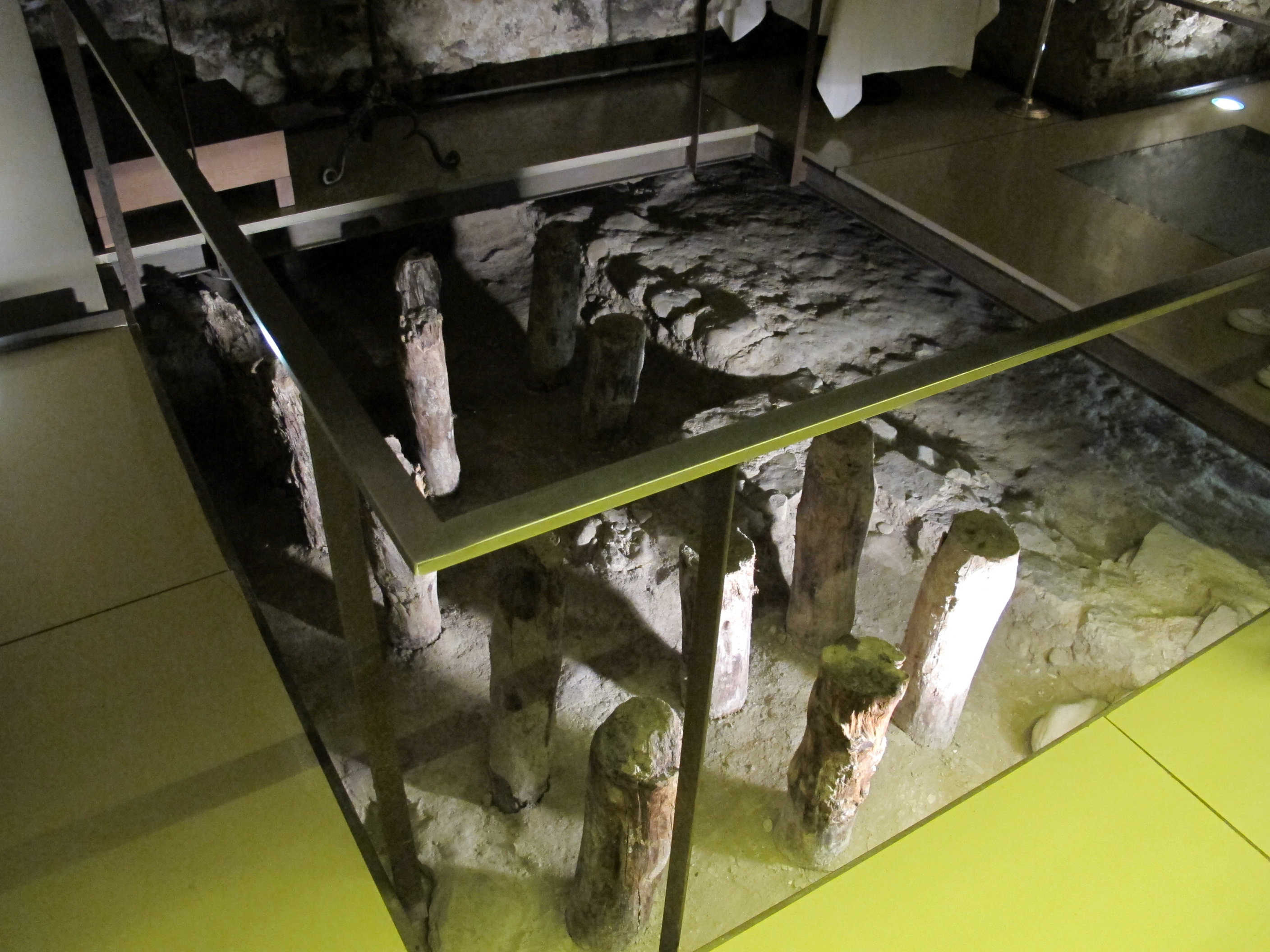
Pieux suggérant l'existence de bassins pour la teinture de la laine.

Des fouilles archéologiques encore en cours pour partie ont été conduites sous le palais. Elles ont permis de retrouver quelques traces de la Florentia romaine remontant au Ier siècle et la fondation d'autres édifices datant du haut Moyen Âge jusqu'à la fin du IXe siècle. Une série de pieux en bois enfoncés dans le sol suggèrent l'existence de bassins pour la teinture de la laine.

## Œuvres originelles
- initialement dans la chapelle : le Retable de la crucifixion (it), Jacopo di Cione (National Gallery, Londres).